# 浴血拳霸
《浴血拳霸》（英語：Skin Trade）是一部2014年美國和泰國合拍的動作驚悚片，由呂翼謀執導，杜夫·朗格、蓋布瑞·道瑞克和史蒂芬·艾爾德共同撰寫劇本，而約翰·海姆斯（未掛名）則負責修改劇本。
電影主演包括朗格林、東尼嘉、邁克·賈·懷特、朗·帕爾曼與彼得·威勒。該片定於2014年11月7日在美國電影市集上首映，並於2015年4月9日和2015年5月8日分別在泰國與美國上映。

## 劇情
故事敘述紐澤西州警探尼克·卡西迪前往亞洲，試圖向殺害他家人的人口販賣組織復仇。在曼谷，他開始與當地的警察東尼合作，在追查線索的同時，也與敵方發生激烈的流血衝突。

## 演員
- 杜夫·朗格 飾 尼克·卡西迪（Nick Cassidy）：紐澤西州警探，為了向害死家人的惡徒報復而前往泰國。
- 東尼嘉 飾 東尼·威塔耶庫爾（Tony Vitayakul）：泰國警探，與尼克共同行動。
- 邁克·賈·懷特 飾 李德（Reed）：FBI探員，黑警。
- 朗·帕爾曼 飾 維克多·德拉戈維奇（Viktor Dragovic）：跨國人口販賣組織的塞爾維亞頭領。
- 彼得·威勒 飾 柯斯特洛（Costello）：紐澤西州警局隊長，尼克的上司。
- 盧靖姍 飾 敏（Min）：東尼的女友。
- 史蒂芬·艾爾德（英语：Steven Elder） 飾 德拉戈維奇的律師（客串）

## 製作
電影的發展於2007年開始，杜夫·朗格得知了一群女孩從美國被偷運到墨西哥、而便此在裡面死於中暑和窒息的新聞報導後，他打算將其拍攝成電影。《浴血拳霸》獲得了900萬美元的預算，並於加拿大和泰國拍攝了五十天。

## 反響
電影獲得的評價多為負面。爛番茄新鮮度僅25%，平均得分4.8／10。在Metacritic上則獲得39分，負評居多。主要受影評人批評電影本身在人口販賣的議題上著墨不深、東尼嘉的英語不流利。

## 備註
1. ↑  或稱作「亞格差·烏干騰」。
2. 臺灣未上映，DVD譯名為「浴血拳霸」，在此前暫稱作「人皮交易」。

## 外部連結
- Box Office Mojo上《浴血拳霸》的資料（英文）
- 互联网电影数据库（IMDb）上《浴血拳霸》的资料（英文）
- 爛番茄上《浴血拳霸》的資料（英文）
- Metacritic上《浴血拳霸》的資料（英文）
- Magnolia Pictures上《浴血拳霸 （页面存档备份，存于）》
- The Numbers上《浴血拳霸 （页面存档备份，存于）》